# Grives
Grives är en kommun i departementet Dordogne i regionen Nouvelle-Aquitaine i sydvästra Frankrike. Kommunen ligger i kantonen Belvès som tillhör arrondissementet Sarlat-la-Canéda. År 2022 hade Grives 106 invånare.

## Befolkningsutveckling
Antalet invånare i kommunen Grives
Referens:INSEE